# Dywizja Franciszka Sapiehy

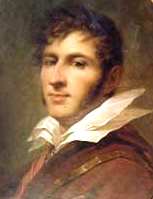
Franciszek Sapieha

Dywizja Franciszka Sapiehy – jedna z formacji zbrojnych okresu powstania kościuszkowskiego.

## Formowanie i struktura dywizji
Dywizja została sformowana na przełomie kwietnia i maja 1794 z oddziałów 2 Dywizji Litewskiej przez gen. Franciszka Sapiehę. Działała w trójkącie miejscowości Grodno–Brześć–Słonim. 
Po odwrocie do rejonu Grodna jej oddziały zostały wcielone do odtworzonych 1 i 2 Dywizji Litewskiej.
Dywizja nie miała standardowej organizacji. W każdym okresie składała się jednak z trzech rodzajów wojsk: piechoty i strzelców,  kawalerii oraz artylerii. Podział wewnętrzny ograniczał się jedynie do tzw. komed. Występował natomiast podział ugrupowana dywizji:
- marszowy: awangarda, korpus (siły główne) i ariergarda;
- bojowy: pierwsza i druga linia piechoty, prawe i lewe skrzydło (przeważnie jazda), i korpus rezerwowy

## Dowódcy
- gen. lejtn. Franciszek Sapieha
- gen. lejtn. Antoni Chlewiński